# Ernst Hofmann (Schauspieler)

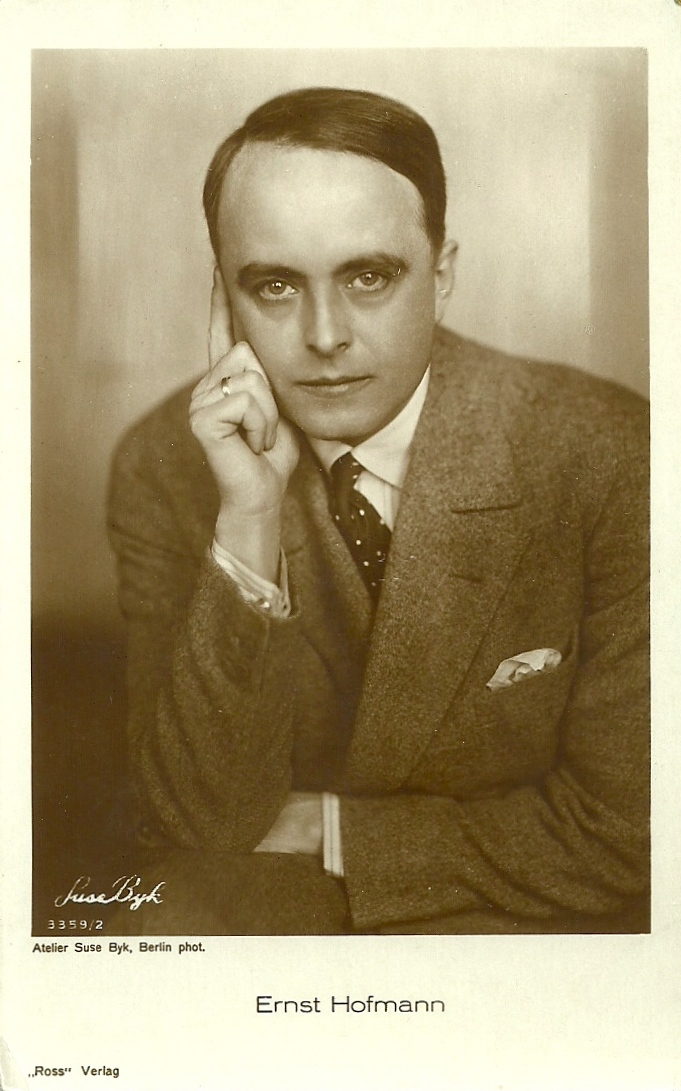
Ernst Hofmann um 1928 auf einer Fotografie von Suse Byk

Ernst Karl Heinrich Hofmann (* 7. Dezember 1890 in Breslau; † 27. April 1945 in Potsdam) war ein deutscher Schauspieler.

## Leben und Wirken
Hofmann studierte 1910/11 Kunstgeschichte, Germanistik und Neue Sprachen an der Universität Berlin. Gleichzeitig nahm er Schauspielunterricht an der Schauspielschule des Deutschen Theaters. Hofmann gab 1911 sein Debüt und trat am Kleinen Theater, den Kammerspielen und am Kleinen Schauspielhaus auf. Als Moritz Stiefel in dem Stück Frühlings Erwachen feierte er seinen ersten größeren Erfolg.
Hofmann wurde dann aber vor allem Filmschauspieler. 1913 verhalf ihm Max Reinhardt zu seiner ersten Filmrolle. Zwei Jahre diente er im Ersten Weltkrieg als Reserveoffizier bei der Feldartillerie. Dann stand er wieder vor der Kamera und erfreute sich einige Jahre beträchtlicher Popularität als Frauenliebling. Henny Porten, Asta Nielsen und Pola Negri zählten zu seinen Partnerinnen.
Gegen Ende der 1920er Jahre verblasste sein Ruhm rapide, und auch auf der Bühne, zum Beispiel am Theater in der Behrenstraße war Hofmann nur noch selten zu sehen. So verlegte er sich auf das Schreiben und verfasste unter dem Pseudonym Ernst Hofmann von Schönholtz einige Romane mit den Titeln Täter entflohen, Im Urwald verschollen, Erbschaft aus Übersee, Nacht der Verwirrung, Orchestersessel 13 und Der Schattentänzer. Er lieferte auch Beiträge für Zeitungen wie Der Tag. Hofmann fiel gegen Kriegsende bei den Kämpfen um Berlin.
Mit seiner zwei Jahre älteren Ehefrau Hedda Kemp stand er in mehreren Filmen gemeinsam vor der Kamera wie beispielsweise in Der Knabe in Blau, für den sie das Drehbuch unter dem Pseudonym Edda Ottershausen verfasste.

## Filmografie
- 1913: Die Insel der Seligen
- 1913: Komtesse Ursel
- 1914: Das Feuer
- 1914: General von Berning
- 1914: Die weißen Rosen
- 1914: Die Launen einer Weltdame
- 1916: Der rote Streifen
- 1917: Die Memoiren des Satans, 2. Teil: Fanatiker des Lebens
- 1917: Der Schmuck des Rajah
- 1917: Die schöne Prinzessin von China
- 1917: Wenn Frauen lieben und hassen
- 1917: Der Antiquar von Straßburg
- 1918: Rosen, die der Sturm entblättert
- 1918: Das Tagebuch des Dr. Hart
- 1918: Tausend und eine Frau. Aus dem Tagebuch eines Junggesellen
- 1918: Wo ein Wille, ist ein Weg
- 1918: Nur ein Schmetterling
- 1918: Erste Liebe
- 1918: Gräfin Küchenfee
- 1918: Der Herr der Welt
- 1918: Ihr Junge
- 1918: Ikarus, der fliegende Mensch
- 1918: Das Mädchen aus der Opiumhöhle
- 1918: Der Schmuck des Rajah
- 1919: Der Knabe in Blau (auch Produktion)
- 1919: Die Sünderin
- 1919: Gebannt und erlöst
- 1919: Die rollende Kugel
- 1919: Jugendliebe
- 1919: Arme Thea
- 1919: Die da sterben, wenn sie lieben
- 1919: Galeotto, der große Kuppler
- 1919: Letzte Liebe
- 1919: Das Recht der freien Liebe
- 1920: Die Herrin der Welt, 7. Teil: Die Wohltäterin der Menschheit
- 1920: Die Herrin der Welt, 8. Teil: Die Rache der Maud Fergusson
- 1920: Satanas
- 1920: Das Martyrium
- 1920: Algol – Tragödie der Macht
- 1920: Die Erlebnisse der berühmten Tänzerin Fanny Elßler
- 1920: Das rote Plakat
- 1920: Graf Sylvains Rache
- 1920: Die Herrin der Welt, 7. Teil: Die Wohltäterin der Menschheit
- 1920: Die Herrin der Welt, 8. Teil: Die Rache der Maud Fergusson
- 1920: Der rote Henker
- 1920/22: Louise de Lavallière – Am Liebeshof des Sonnenkönigs
- 1921: Pariserinnen
- 1921: Aus den Memoiren einer Filmschauspielerin
- 1921: Die Erbin von Tordis
- 1921: Entgleist
- 1921: Memoiren eines Kammerdieners, 1. Teil – Martin, der Findling
- 1921: Mann über Bord
- 1921: Um den Sohn
- 1921: Aus den Tiefen der Großstadt
- 1921: Miss Beryll… die Laune eines Millionärs
- 1921: Die Diktatur der Liebe, 2. Teil – Die Welt ohne Liebe
- 1921: Mein Mann – Der Nachtredakteur
- 1921: Fasching
- 1921: Die Rächer
- 1922: Der Ruf des Schicksals
- 1922: Marie Antoinette
- 1922: Wildnis
- 1922: Schatten der Vergangenheit
- 1922: Das goldene Netz
- 1922: Das blonde Verhängnis
- 1922: Die vom Zirkus
- 1922: Lyda Ssanin
- 1922: Das Mädchen ohne Gewissen
- 1922: Turfpiraten
- 1923: Vineta. Die versunkene Stadt
- 1923: Die Fledermaus
- 1923: Gobseck
- 1923: Jimmy, ein Schicksal von Mensch und Tier
- 1923: Die fünfte Straße
- 1924: Die Liebesbriefe einer Verlassenen
- 1925: Die Moral der Gasse
- 1925: Die vom Niederrhein
- 1925: Blitzzug der Liebe
- 1925: Die Motorbraut
- 1925: Die vom Niederrhein
- 1926: Die keusche Susanne
- 1926: Kreuzzug des Weibes
- 1926: Der Abenteurer
- 1927: Üb’ immer Treu’ und Redlichkeit
- 1927: U 9 Weddigen
- 1928: Adam und Eva
- 1928: Die Königin seines Herzens
- 1928: Die letzte Galavorstellung des Zirkus Wolfsohn
- 1928: Moral
- 1931: Gefahren der Liebe
- 1934: Spiel mit dem Feuer